# 保芦将人
保芦 将人（ほあし まさひと、1939年9月15日 - 2023年6月11日）は、日本の経営者。紀文食品社長、会長を務めた。

## 経歴
東京都出身。1963年に慶應義塾大学法学部を卒業し、同年に紀文食品に入社。1964年に取締役に就任し、1969年に専務を経て、1980年に社長に就任。のちに社長兼会長を経て、2017年12月に会長に就任。
2023年6月11日心不全に死去。83歳没。